# Arco 'Ndriano
L'Arco 'Ndriano o Porta San Nicola è la più grande porta della città di Atessa. Si trova lungo Corso Vittorio Emanuele, il corso del passeggio, delle attività commerciali e delle manifestazioni.

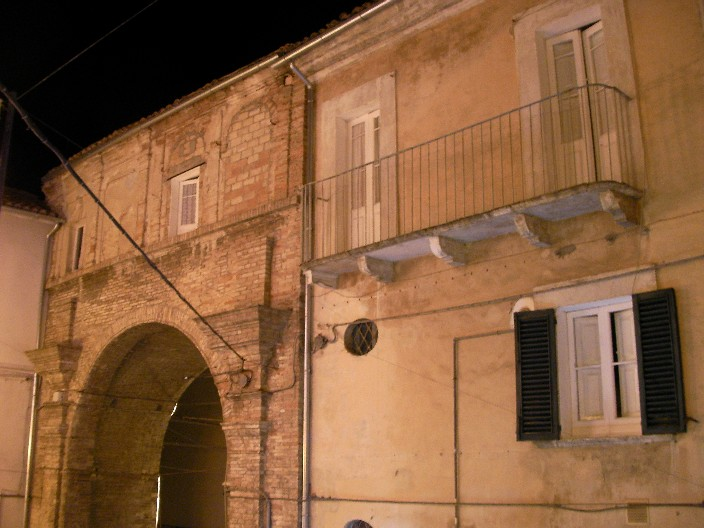
Arco di notte

È realizzato in laterizio con alcuni inserimenti in pietra.

## Descrizione
La porta antica faceva parte della cinta muraria di Atessa. Esso avviava alla strada per la piazza della chiesa di San Rocco (oggi corso Vittorio Emanuele). Lo spiazzo antistante la Porta era occupato dalla chiesa di San Nicola, da cui il nome, demolita nel XIX secolo.
La porta è costituita da due blocchi che si uniscono ad un architrave di pietra grezza. L'arco che si ricava è in stile classico.
La parte superiore alla fessura è stata riutilizzata oggi come abitazione privata. In passato il corridoio soprastante era usato come dimora delle guardie.

## Storia
L'origine della porta risale all'anno mille.
Nel 1268 Pietro De Rubeis fece costruire a sue spese l'ospedale civile di San Nicola nei pressi della porta.
Nel 1616 la porta era ancora esistente. Nello stesso anno nello Statuto della città di Atessa è citata come luogo oltre il quale è possibile depositare macchine ed attrezzi agricoli.
Nella seconda metà del settecento in conseguenza ad un totale stato di abbandono la porta fu abbattuta.
Fonti documentarie attestano che nel 1761 la porta era già stata abbattuta.
Secondo lo storico locale Bartoletti, nel 1768 venne inoltrata la richiesta di costruire una nuova porta monumentale al posto di quella demolita dal Mastro Giurato Alessandro Forchetti.
La nuova porta neoclassica fu terminata il 21 settembre 1780. Successivamente perse la funzione di difesa e fu utilizzato per rappresentanza, a cui conseguì la sostituzione del nome da Porta San Nicola ad Arco 'Ndriano. Il nome ha suscitato dibattiti, su leggende riguardanti la realizzazione dell'opera da parte dello stesso imperatore Adriano, mentre in realtà il toponimo corretto è porta nuova di San Nicola, che prende il nome dalla demolita chiesa omonima che era lungo la via.
Nel 1780 fu deliberato il permesso di costruire sull'arco il loggiato, a condizione che esso fosse chiuso per non arrecare danni alla porta.
Agli inizi degli anni Ottanta vennero sopraelevati gli edifici a ridosso dell'arco.